# Mitchella repens
Mitchella repens, jedna od dvije vrste biljaka iz roda Mitchella, porodica broćevki. 

## Opis
Mitchella repens je sjevernoamerička biljka iz porodice Rubiaceae, koja raste u suhim šumama od jugozapadnog Newfoundlanda prema zapadu do Minnesote i južno do Floride i Teksasa. “Partridgeberry” kako je poznata u Sjevernoj Americi je divlja vrtna biljka dobra za sjenovita mjesta i popularna je u zimskim terarijima zbog svoje minijaturne veličine i atraktivnog kontrasta boja svojih plodova i lišća.
Ova biljka je zimzelena, s gotovo okruglim listovima od 18 mm (0,7 inča), često s prošaranim bijelim linijama, koji se nalaze na vitkoj, često bjelkastoj stabljici. Mirisni bijeli cjevasti cvjetovi često se rađaju u parovima i zamjenjuju ih jestivi, ali gotovo neukusni grimizni koštunice nalik bobicama. Cvjetovi se javljaju u dugoglavim i kratkoglavim oblicima, kao kod jaglaca.

## Sinonimi
- Disperma repens J.F.Gmel.; Syst. Nat. ed. 13[bis].: 892 (1792)
- Mitchella repens f. leucocarpa Bissell; Rhodora 13: 32 (1911)
- Mitchella repens var. alba Beal; Rep. (Annual) Michigan Acad. Sci. 10: 87 (1908)
- Perdicesca repens (L.) Prov.; Fl. Canad. 1: 291 (1862), et Fl. Miquelon.: 21 (1888)

- M. repens
- M. repens
- M. repens, list
- M. repens, plod

## Vanjske poveznice
- Missouri Botanical Garden
- Plant of the Week, Partridge Berry (Mitchella repens L.)